# ايمان آباد عليا (مقاطعة دلفان)
ايمان‌آباد عليا (بالفارسية: ایمان‌آباد علیا) هي قرية تقع في قسم نورعلي الريفي بمقاطعة دلفان في إيران.